# Park Kwang-su
Dans ce nom coréen, le nom de famille, Park, précède le nom personnel.
Pour les articles homonymes, voir Park.
Park Kwang-su (박광수), né le 22 janvier 1955 à Sokcho dans la province de Gangwon en Corée du Sud, est un réalisateur  de cinéma coréen.

## Biographie

### Formation
Il a suivi sa formation de cinéaste à l'ESEC (Ecole Supérieure d'Etudes cinématographiques) à Paris où il a obtenu son diplôme en 1985.

### Carrière
Considéré comme un pionnier du nouveau cinéma coréen, il reçut un poste de conseiller à la culture auprès le gouvernement de son pays, peu après la fin de sa formation et après que son premier film Chilsu et Mansu a été sélectionné au Festival des Trois Continents à Nantes en 1989. Il a ensuite été sélectionné plusieurs fois au Festival international du Film de Locarno (Suisse). Il fut un des premiers réalisateurs coréens à créer sa propre société de production.

## Filmographie
- 1988 : Chilsu et Mansu (칠수와 만수, Chilsuwa Mansu)
- 1990 : La République noire (그들도 우리처럼, Geudeuldo uricheoreom)
- 1991 : Berlin Report
- 1993 : L'Île étoilée (그 섬에 가고싶다, Geu seom-e gago sipta)
- 1995 : Jeon Tae-il (아름다운 청년 전태일, Areumdaun cheongnyeon Jeon Tae-il)
- 1999 : Les Insurgés (이재수의 난, Ijaesuui nan)
- 2001 : Yeoseot gae ui siseon - segment Face Value
- 2007 : Meet Mr. Daddy (눈부신 날에, Nunbusin nal-e)